# Nuevo Limar
Nuevo Limar es una localidad del estado mexicano de Chiapas. Es parte del municipio de Tila.

## Demografía
| Gráfica de evolución demográfica |
|                                  |

| Censo | Población |
| ----- | --------- |
| 1980  | 412       |
| 1990  | 1 384     |
| 2000  | 1 818     |
| 2010  | 1 974     |
| 2020  | 2 197     |